# Echium modestum
Echium modestum là loài thực vật có hoa trong họ Mồ hôi. Loài này được Ball mô tả khoa học đầu tiên năm 1873.